# Molguloides sibuetae
Molguloides sibuetae är en sjöpungsart som beskrevs av Monniot 1997. Molguloides sibuetae ingår i släktet Molguloides och familjen kulsjöpungar. Inga underarter finns listade i Catalogue of Life.